# Ewen Leslie
Pour les articles homonymes, voir Leslie.
Ewen Leslie, né le 27 juillet 1980 à Fremantle en Australie-Occidentale, est un acteur australien.

## Filmographie

### Cinéma
- 1998 : Justice : Bully
- 2002 : The Doppelgangers : Fitz
- 2004 : Right Here, Right Now : Sam
- 2005 : Jewboy : Yuri
- 2005 : The Mechanicals : le toasteur
- 2006 : Kokoda : Wilstead
- 2007 : Katoomba : Don
- 2008 : Three Blind Mice : Sam Fisher
- 2008 : Netherland Dwarf : Papa
- 2009 : Apricot : Marcel
- 2011 : Sleeping Beauty : Birdmann
- 2012 : Dead Europe : Isaac
- 2013 : Les Voies du destin : Capitaine Thompson
- 2014 : The Mule : Détective Les Paris
- 2015 : The Daughter : Oliver
- 2015 : Death in Bloom : Christopher Crumples
- 2017 : The Butterfly Tree : Al
- 2017 : Sweet Country : Harry March
- 2018 : Pierre Lapin : Pigling Bland
- 2018 : The Nightingale : Goodwin
- 2018 : Red Slumber

### Télévision
- 1993-1994 : Ship to Shore : Guido Bellini (52 épisodes)
- 2001 : Wild Kat : Morgan Ritchie (3 épisodes)
- 2002 : The Road from Coorain : Reg
- 2002-2003 : All Saints : Tony Hunter (3 épisodes)
- 2006 : Love My Way : Duc (8 épisodes)
- 2007 : Lockie Leonard : John East (11 épisodes)
- 2012-2013 : Redfern Now : M. Parish (2 épisodes)
- 2013-2017 : Top of the Lake : Pyke et la voix de Steve (7 épisodes)
- 2014 : Wonderland : Nick Deakin (8 épisodes)
- 2015 : No Activity : la voix de la police (6 épisodes)
- 2016 : Janet King : Patrick Boccaro
- 2016 : Rake : Bevan Leigh (3 épisodes)
- 2017 : Les Sisters : Abraham (2 épisodes)
- 2018 : Safe Harbour : Ryan Gallagher (4 épisodes)
- 2018 : Fighting Season : Ted Norden (1 épisode)
- 2018 : The Cry : Alistair (4 épisodes)
- 2020 : Operation Buffalo : Leo Carmichael[1]